# Xã Grafton, Quận Walsh, Bắc Dakota
Xã Grafton (tiếng Anh: Grafton Township) là một xã thuộc quận Walsh, tiểu bang Bắc Dakota, Hoa Kỳ. Năm 2010, dân số của xã này là 288 người.